# Seibu E851 sorozat
A Seibu E851 sorozat egy Japán Bo-Bo-Bo tengelyelrendezésű 1 500 V DC áramrendszerű villamosmozdony-sorozat volt. A Seibu Railway üzemeltette. Összesen 4 db készült belőle. Csak egy példányt őriztek meg a sorozatból a Yokoze Depot-ban.

## Lásd még
- Seibu E31